# جيفري بيرس
جيفري بيرس (بالإنجليزية: Jeffrey Pierce)‏ هو عارض ومخرج وممثل أمريكي، ولد في 13 ديسمبر 1971 في الولايات المتحدة.

## أعمال

### أفلام
- (2002) سيم ون

### مسلسلات
- جاغ
- كاسل

## وصلات خارجية
- جيفري بيرس على موقع IMDb (الإنجليزية)
- جيفري بيرس على موقع ألو سيني (الفرنسية)
- جيفري بيرس على موقع أول موفي (الإنجليزية)
- جيفري بيرس على موقع قاعدة بيانات الأفلام السويدية (السويدية)
- جيفري بيرس على موقع قاعدة بيانات الفيلم (الإنجليزية)
- جيفري بيرس على موقع كينوبويسك (الروسية)